# Cyrtodactylus sermowaiensis
Cyrtodactylus sermowaiensis — вид ящірок з родини геконових (Gekkonidae).

## Поширення
Ендемік Нової Гвінеї. Поширений в долині річки Сермовай (на що вказує видова назва С. sermowaiensis).

## Опис
Тіло завдовжки 7,8-11,2 см. Дорсальна частина тіла темно-сіра з візерунком з темно-коричневих смуг і плям.